# Tártaros del Volga

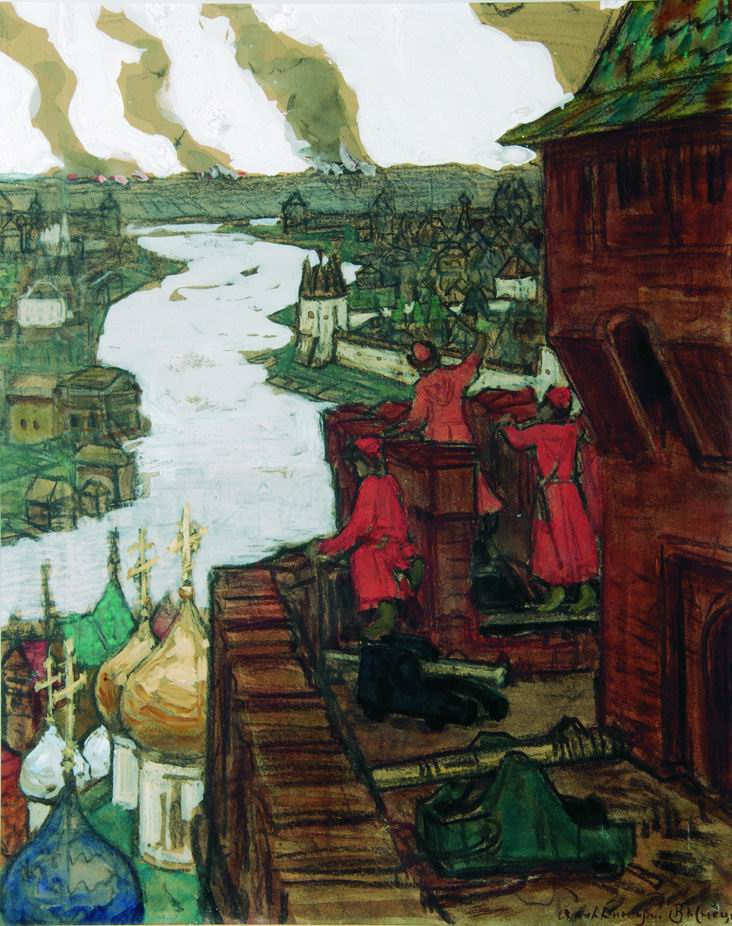
Guerreros de la Horda de Oro atacan Moscú.

Los tártaros del Volga son un grupo tártaro de la región del Volga-Ural de Rusia. A su vez, se subdividen en varios subgrupos. Los tártaros del Volga son la segunda etnia más grande de Rusia, componen el 53% de la población de Tartaristán y el 25% de la población de Baskortostán.

## Historia del tártaro del Volga
Los tártaros que habitan en la República de Tartaristán, un sujeto federal de Rusia, constituyen un tercio de todos los tártaros, mientras que los otros dos tercios residen fuera de Tartaristán. La formación de algunas de las comunidades que residen fuera de Tartaristán tuvo lugar antes de la Revolución rusa de 1917 debido a que los tártaros se especializaban en el comercio.
La aparición del etnónimo "tártaro" se disputa, con dos tesis tratando de explicar sus orígenes. La tesis mongol, según la cual la etimología se remonta al chino "Ta-Tan" o "Da-Dan", es más ampliamente aceptada que la turca. El etnónimo "tártaro" surgió por primera vez en el siglo V d. C.
El siglo XIV vio la difusión del Islam sunita entre los tártaros. Los tártaros se convirtieron en súbditos de Rusia después del asedio de Kazán en 1552. Dado que los rusos vincularon a los tártaros con la Horda de Oro de Mongolia (que gobernó Rusia en el siglo XIII), comenzaron a estereotipar negativamente al pueblo tártaro. Debido a estos estereotipos negativos, algunos de los cuales persisten en la sociedad rusa moderna, recientemente algunos intelectuales tártaros han estado tratando de vincular el patrimonio tártaro con la población histórica búlgara del actual Tartaristán. Los rusos estaban usando el etnónimo tártaro durante los siglos XVIII y XIX para denotar a todos los habitantes turcos del Imperio ruso, sin embargo, los pueblos turcos del Imperio ruso antes del surgimiento de la Unión Soviética no solían identificarse como tártaros. Hasta finales del siglo XIX, los tártaros del Volga se identificaron principalmente como musulmanes hasta que se produjo la rehabilitación del etnónimo tártaro. Los funcionarios rusos utilizaron el idioma tártaro literario para interactuar con los pueblos turcos del Imperio ruso antes de finales del siglo XIX. El papel del Tártaro del Volga en los movimientos nacionales y culturales musulmanes del Imperio ruso antes de la Revolución de 1917 es significativo y esta situación continuó incluso después de 1917. Las autoridades tártaras intentaron en la década de 1990 revertir la rusificación de Tartaristán que tuvo lugar durante el período soviético.

## Subgrupos Tártaro-Volgas

### Tártaros Kazán

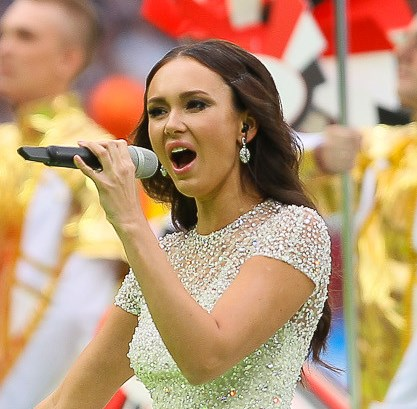
La soprano Aída Garifúllina, de origen tártaro del Volga.

La mayoría de los tártaros del Volga son tártaros de Kazán. Forman la mayor parte de la población tártara de Tartaristán. Tradicionalmente, habitan en la margen izquierda del río Volga.
Las invasiones de jázaras obligaron a los búlgaros, los turcos, a emigrar de las estepas de Azov al Volga Medio y la región baja de Kama durante la primera mitad del siglo VIII. En el período de los siglos X-XIII, los pueblos turcos, incluidos los kipchaks, emigraron del sur de Siberia a Europa. Jugaron un papel importante en la Invasión mongola de la Rus de Kiev en el siglo XIII. La etnogénesis tártara tuvo lugar después de que los pueblos túrquicos, que se mezclaron con los búlgaros y otros habitantes locales del área del río Volga, mantuvieron el dialecto kipchak y se convirtieron en musulmanes. Varios nuevos estados tártaros habían surgido en el año 1500 después de la caída de la Horda de Oro. Estos estados fueron Kanato de Kazán, Kanato de Astracán, Kanato de Siberia y Kanato de Crimea.
La controversia rodea el origen de los tártaros, ya sean descendientes de los búlgaros o de la Horda de Oro. Según una teoría, la herencia tártara de Kazán se remonta a los kipchaks de la Horda de Oro, pero según otra teoría, los tártaros surgieron de la cultura búlgara que había sobrevivido a la conquista mongol de 1236-1237.

### Mishars
Mishars (o Mişär-Tártaros) son un grupo etnográfico de Volga Tártaros que hablan el dialecto Mishar del idioma tártaro. Comprenden aproximadamente un tercio de la población tártara del Volga. Son descendientes de tribus cuman -kipchak que se mezclaron con los burtas en el área media del río Oká y Meschiora. Hoy en día, viven en Cheliábinsk, Uliánovsk, Penza, Riazán, Nizhegorodskaya, en Rusia y en Tartaristán, Baskortostán y Mordovia. 

### Tártaros Qasím
Los tártaros Qasím tienen su capital en la ciudad de Qasím (Kasímov en la transcripción rusa) en el óblast de Riazán. (Véase, Kanato de Qasim  para su historia). Hoy, hay 1.100 tártaros Qasím viviendo en Kasimov. No hay información confiable sobre su número en otro lugar. 

### Tártaros Noqrat
Los tártaros Noqrat viven en la República rusa de Udmurtia y el óblast de Kírov. En la década de 1920, su número rondaba las 15.000 personas.

### Tártaros Perm (Ostiak)
Subgrupo etnográfico de Tártaros Kázan que viven en el Krai de Perm de Rusia. Algunos eruditos tártaros (como Zakiev) los nombran tártaros Ostiak. Su número es de (2002) c.130.000 personas. 

### Keräşens

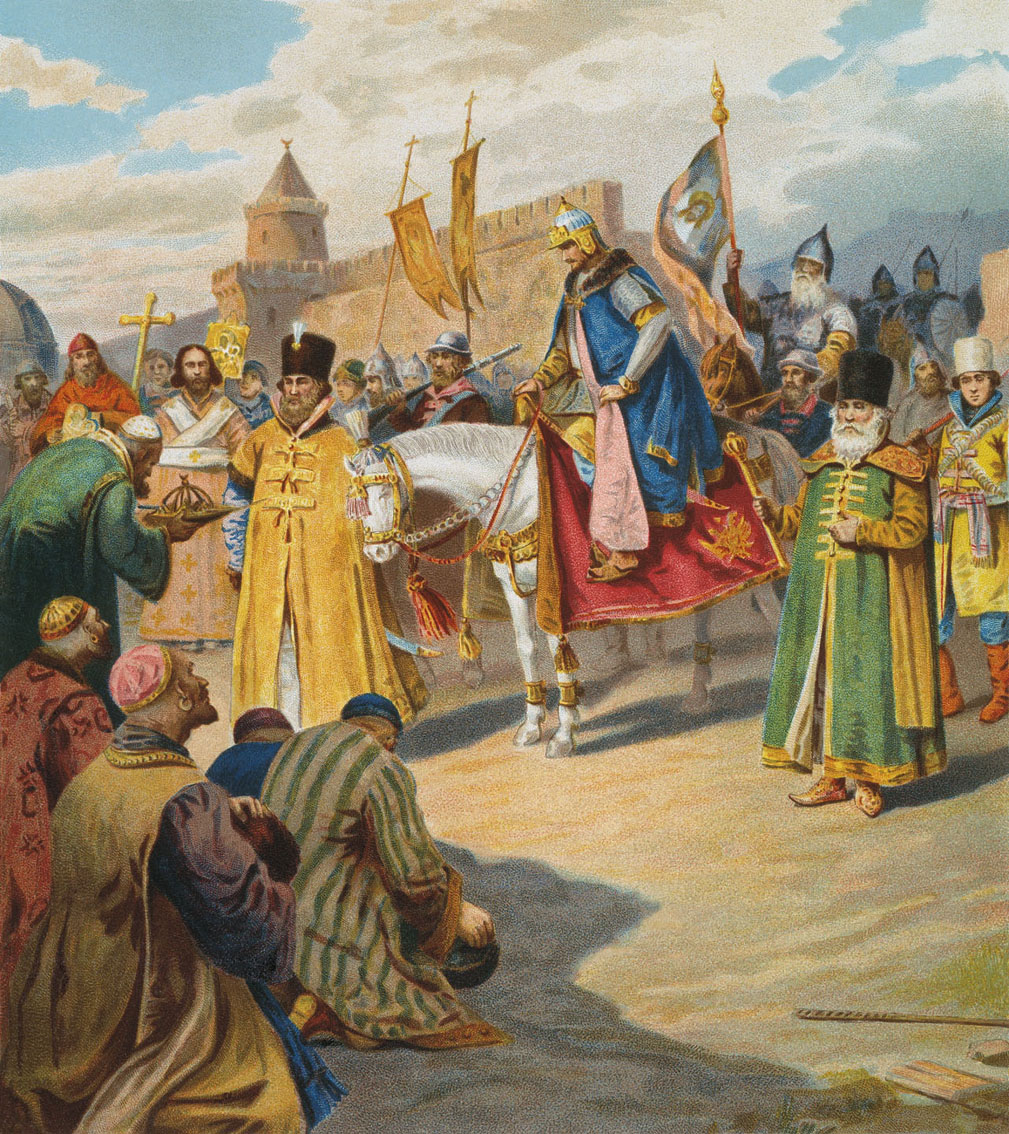
Iván el Terrible subyugó a los tártaros y convirtió por la fuerza a muchos de ellos al cristianismo.

Las autoridades rusas promulgaron una política de cristianización de los tártaros musulmanes, a partir de 1552, lo que resultó en la aparición de Keräşens (tártaros cristianizados).
Muchos tártaros del Volga fueron cristianizados por la fuerza por Iván el Terrible durante el siglo XVI, y más tarde, durante el siglo XVIII. 
Algunos científicos suponen que los Suar fueron ancestros de los tártaros de Keräşen y que los armenios los convirtieron al cristianismo en el siglo VI mientras vivían en el Cáucaso. Suars, como otras tribus que más tarde se convirtieron al islam, se convirtieron en Volga-Búlgaros, y más tarde en los modernos Chuvasios (que son cristianos ortodoxos) y Tártaros Kazán (que son musulmanes). 
Los tártaros de Keräşen viven en gran parte del área del Volga-Ural. Hoy, tienden a ser asimilados entre los Chuvasios y los tártaros. Ochenta años de gobierno soviético ateo hicieron que los tártaros de ambas religiones no fueran tan religiosos como lo fueron antes. Los nombres rusos son en gran medida la única diferencia que queda entre los tártaros y los tártaros de Keräşen. 
Algunas tribus cumanas de la Horda de Oro se convirtieron al cristianismo en los siglos XIII y XIV (nestorianismo). Algunas oraciones, escritas durante ese tiempo en el Codex Cumanicus, suenan como oraciones modernas de Keräşen, pero se desconoce la conexión entre Cristianos Cumanos y Keräşens modernos.

## 1921-1922; hambruna en Tartaristán
La hambruna de 1921-1922 en Tartaristán fue un período de hambruna y sequías masivas que tuvo lugar en la RSSA Tártara como resultado de la política de comunismo de guerra, en la que murieron 500.000 a 2.000.000 campesinos. El evento fue parte de la gran hambruna rusa de 1921-1922 que afectó a otras partes de la URSS, en la que murieron un total de 5.000.000 de personas.

## Cultura tradicional

### Festivales

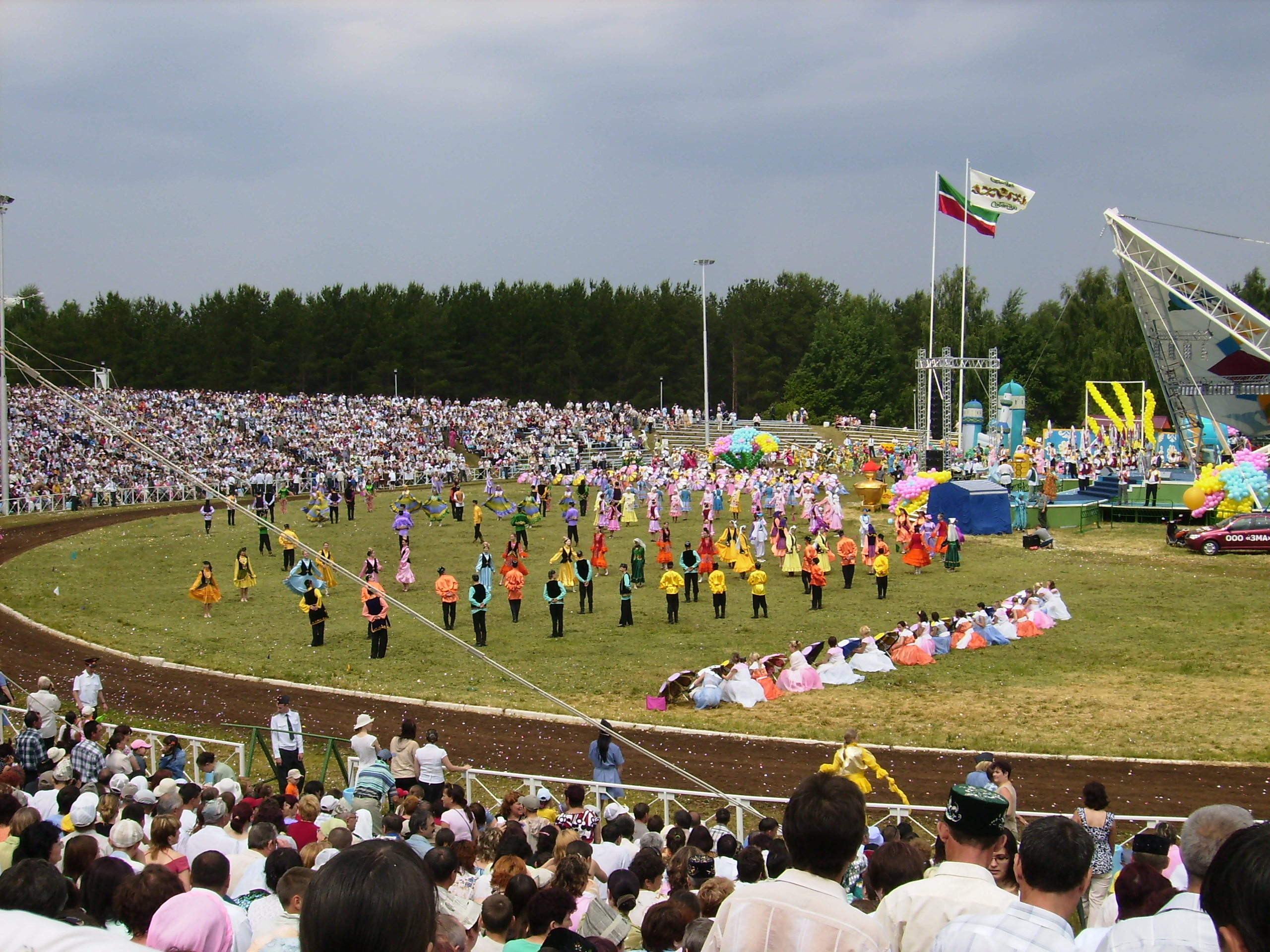
Sabantuy en Tartaristán.

Históricamente, las celebraciones tradicionales de los tártaros dependían en gran medida del ciclo agrícola. 
Periodo primavera/verano 
- Sabantuy
- Siembra
- Dzhien

Periodo otoño/invierno 
- Pomochi
- Nardugan

### Cocina

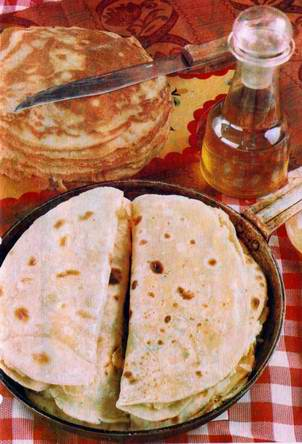
Qistibi.

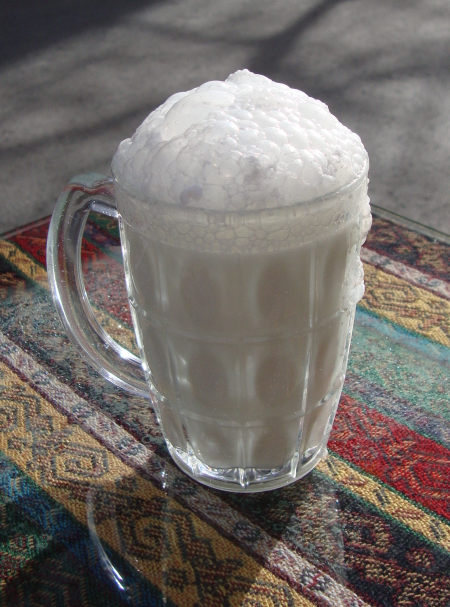
Taza de cristal de susurluk doogh fresco cubierto de espuma.

La cocina tártara es rica en sopas calientes (şulpa), platos a base de masa (qistibi, pilmän, öçpoçmaq, peremech, etc.) y dulces (çäkçäk, göbädiä, etc.) Las bebidas tradicionales incluyen tártaro doogh, katyk y kumys. 

## Cifras de población
En la década de 1910, sumaban aproximadamente medio millón en el área de Kazán. Casi 2 millones de tártaros del Volga murieron en la hambruna de 1921-1922 en Tartaristán. Unos 15.000 pertenecientes al mismo tallo habían emigrado a Riazán en el centro de Rusia (lo que ahora es Rusia europea) o habían sido colonizados como prisioneros durante los siglos XVI y XVII en Lituania ( Vilna, Grodno y Podolia). Unos 2.000 residían en San Petersburgo. Los tártaros del Volga-Ural son casi 7 millones, principalmente en Rusia y las repúblicas de la antigua Unión Soviética. Si bien la mayor parte de la población se encuentra en Tatarstán (alrededor de 2 millones) y regiones vecinas, un número significativo de tártaros del Volga-Ural vive en Siberia, Asia Central y el Cáucaso. Fuera de Tartaristán, los tártaros urbanos suelen hablar ruso como lengua materna (en ciudades como Moscú, San Petersburgo, Nizhniy Nóvgorod, Ufá y ciudades de los Urales y Siberia). 

## Diáspora Tártaro-Volga

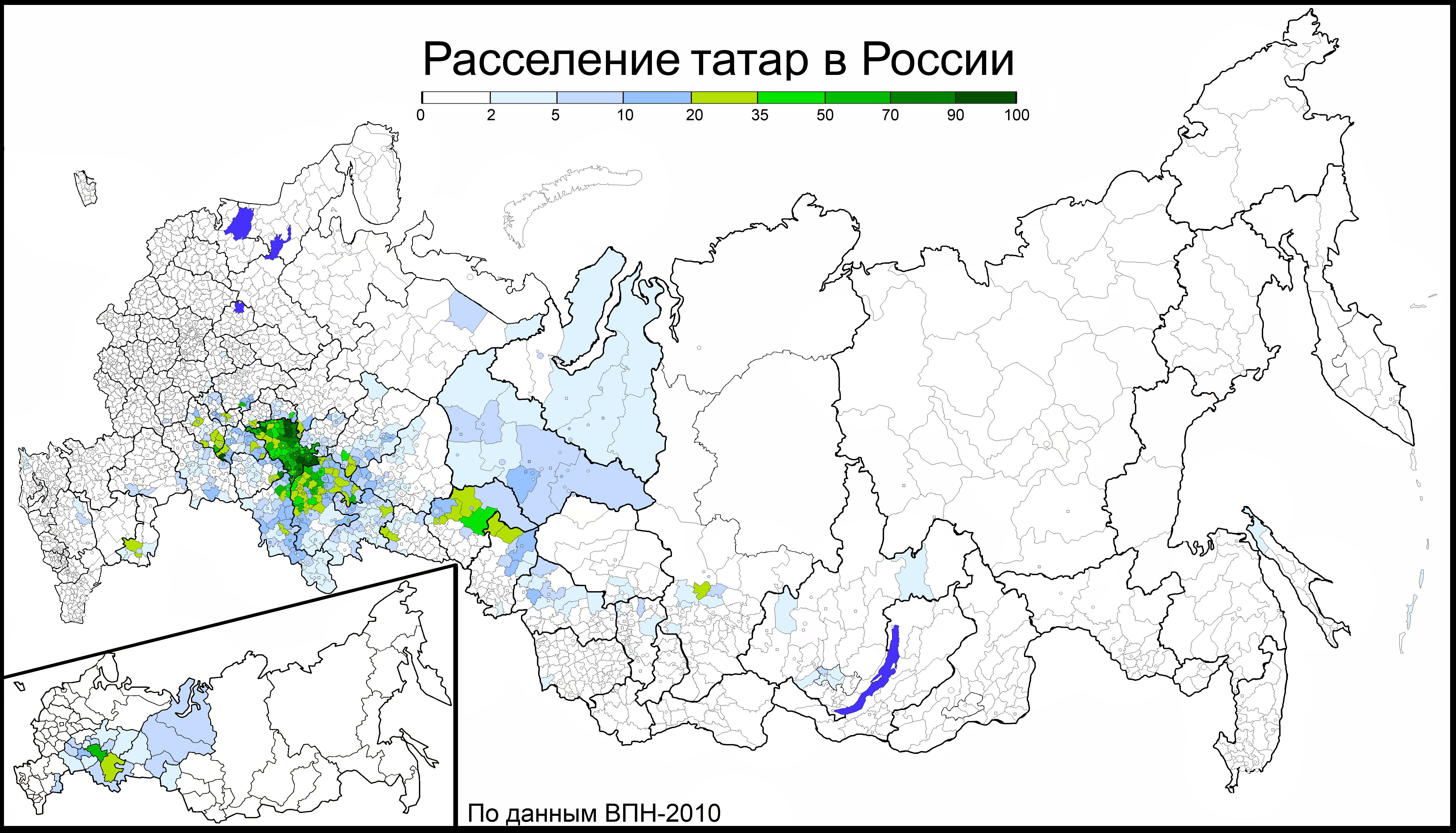
Zonas habitadas por tártaros en Rusia según el censo ruso de 2010.

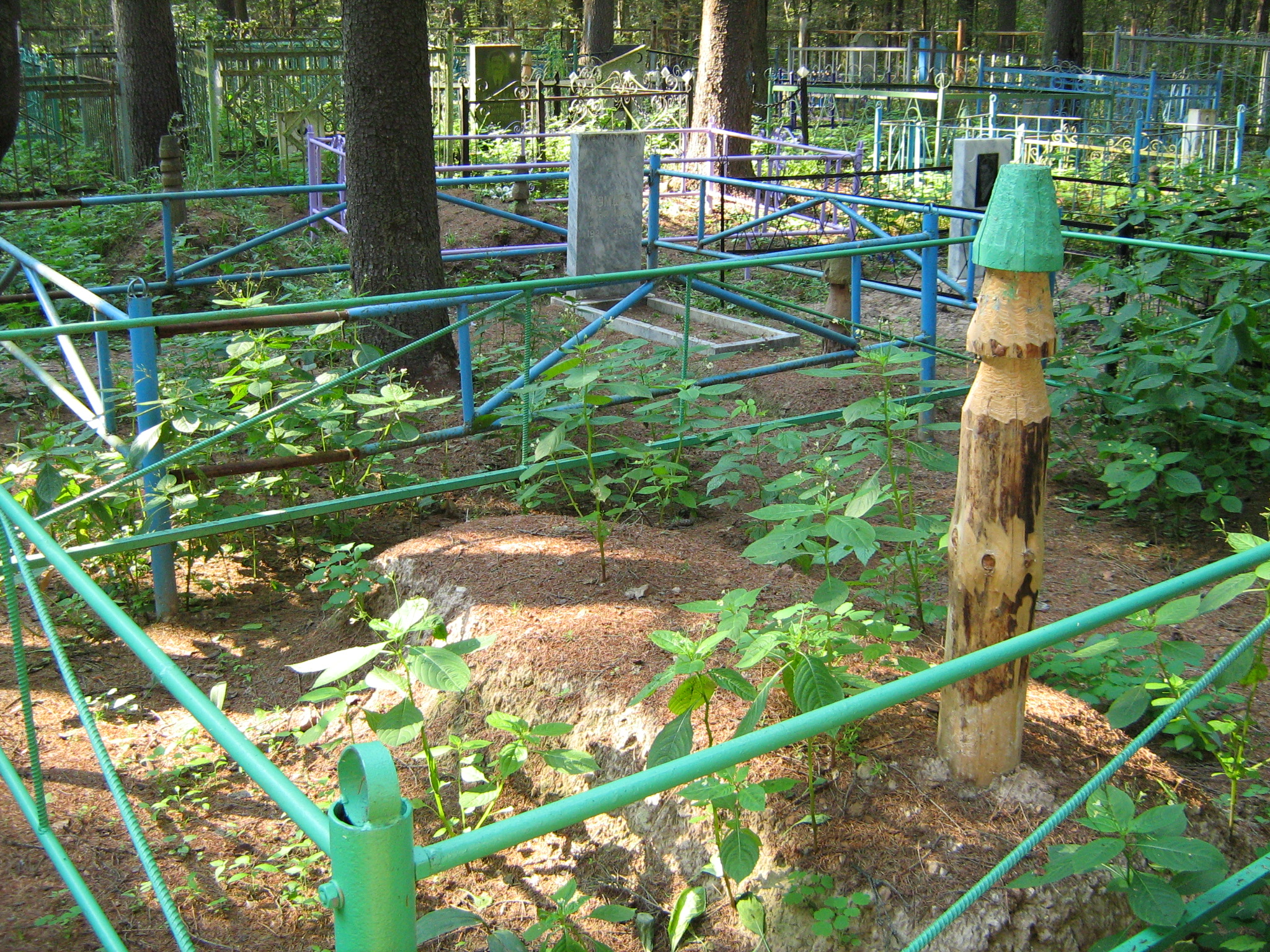
Un cementerio tártaro en el óblast de Nizhni Nóvgorod.

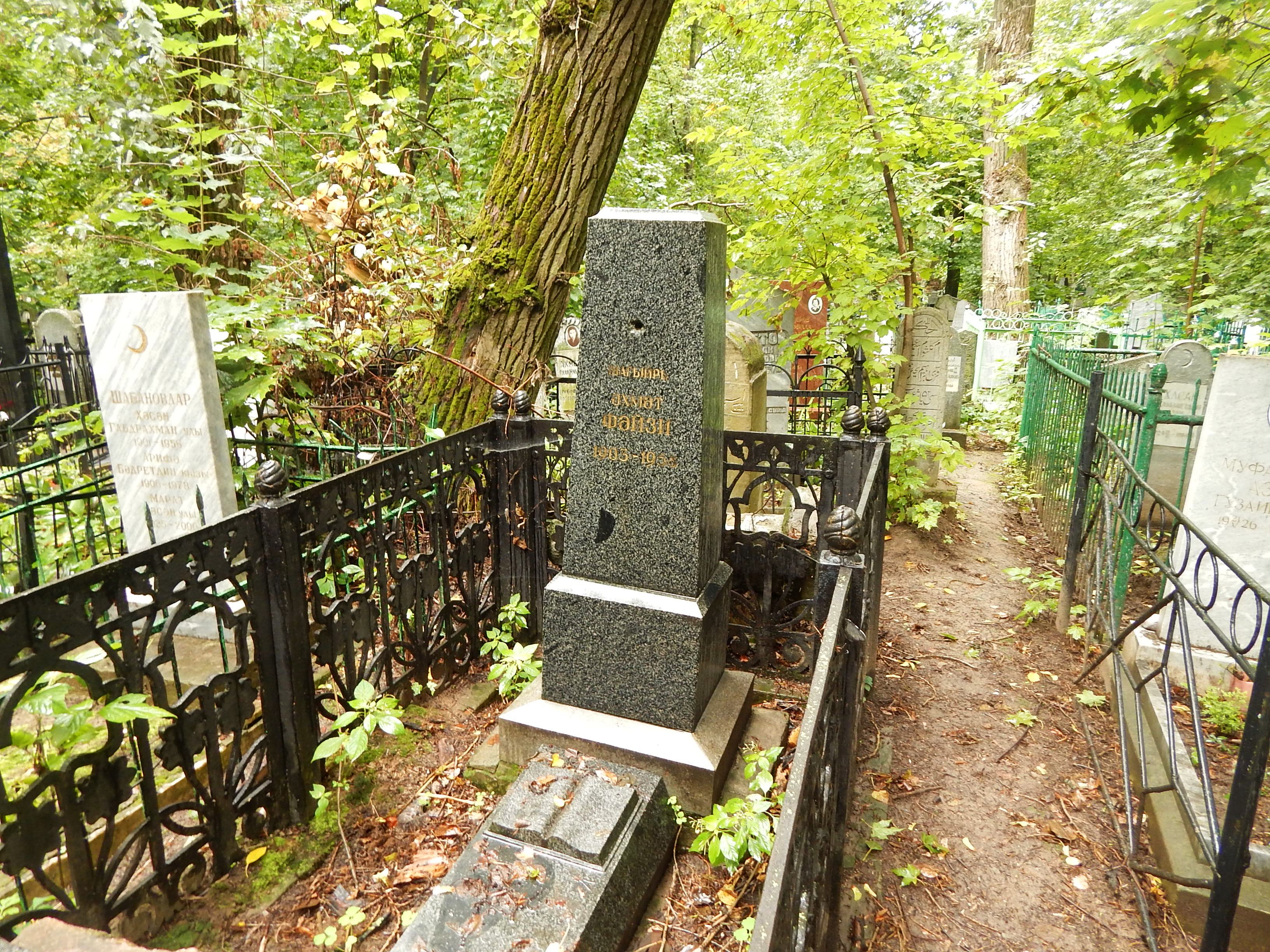
Un cementerio tártaro en Kazán.

Los lugares donde viven los Tártaros del Volga incluyen: 
- Ural y Kama superior (desde el siglo XV) Siglo XV: colonización, siglos XVI-XVII, restablecidos por los rusos; siglo XVII a XIX: exploración de los Urales, trabajando en las plantas
- Siberia Occidental (desde el siglo XVI): XVI al de represiones rusas después de la conquista del Kanato de Kazán por los rusos XVII - XIX -exploración de Siberia Occidental; finales del 19, primera mitad del 20, industrialización, construcción de ferrocarriles; 1930 - las represiones de Iósif Stalin; 1970s - 1990s - trabajadores petroleros
- Moscú (desde el siglo XVII): feudales tártaros al servicio de Rusia, comerciantes, desde el siglo XVIII: San Petersburgo
- Kazajistán (desde el siglo XVIII): siglos XVIII – XIX: oficiales y soldados del ejército ruso; 1930 – industrialización, desde 1950 - colonos en tierras vírgenes - re-emigración en 1990
- Finlandia (desde 1804): (principalmente Mişärs) - siglo XIX  - Oficiales y soldados de las fuerzas militares rusas, y otros
- Asia central (desde el siglo XIX) (Uzbekistán, Turkmenistán, Tayikistán, Kirguistán; para China véase tártaros chinos) – siglo XIX oficiales y soldados rusos, comerciantes, emigrantes religiosos, 1920-1930 – industrialización, programa de educación soviética para los pueblos de Asia Central, 1948, 1960 – ayuda por Asjabad y Taskent arruinados por terremotos. - re-emigración en 1980
- Cáucaso, especialmente Azerbaiyán (desde el siglo XIX) – trabajadores petroleros (década de 1890), comerciantes de pan
- Brasil (siglo XIX): con el final del período colonial, después del movimiento abolicionista, Brasil estimuló la llegada de europeos al país, principalmente italianos, alemanes y eslavos. Entre estos eslavos llegaron tártaros que fueron principalmente a Paraná y Río Grande del Sul
- Norte de China (desde 1910) – constructores ferroviarios (1910) - re-emigraron en 1950
- Siberia oriental (desde el siglo XIX) - agricultores reasentados (siglo XX), constructores de ferrocarriles (1910, 1980), exiliados por el gobierno soviético en 1930
- Alemania y Austria - 1914, 1941 – prisioneros de guerra, años 90 - emigración
- Turquía, Japón, Irán, China, Egipto (desde 1918) – emigración
- Inglaterra, Estados Unidos, Australia, Canadá – (1920) re-emigración de Alemania, Turquía, Japón y China . 1950 – prisioneros de guerra de Alemania, que no regresaron a la URSS, 1990 – emigración después de la ruptura de la URSS
- Sakhalin, Kaliningrado, Bielorrusia, Ucrania, Letonia, Estonia, Lituania, Karelia – después de 1944-1945 constructores, personal militar soviético
- Óblast de Múrmansk, Krai de Jabárovsk, Norte de Polonia y Norte de Alemania (1945-1990) - Personal militar soviético
- Israel – esposas o maridos de judíos (años 1990)